# Mikkel Agger
Mikkel Agger (født 1. november 1992 i Lemvig) er en tidligere dansk fodboldspiller, der senest spillede som angriber for Thisted Fodbold Club.
Selvom Agger har det samme efternavn som den tidligere landsholds-anfører Daniel Agger, er de dog ikke i familie.
Den 5. juni 2024 blev det offentliggjort, at Mikkel Agger har valgt at stoppe sin karriere for at få mere tid med sin familie.

## Klubkarriere

### Thisted FC
På Aggers 17-års fødselsdag i 2009, skrev han under på sin første professionelle kontrakt. Trods sin unge alder blev han en vigtig spiller for Thisted. Han scorede bl.a. fire mål i 7-0 sejren over Middelfart.
I sommeren 2011 trænede den unge bomber med Aab i en uge.

### Esbjerg fB
Eften en vellykket prøvetrænings-periode, skiftede den 19-årige angriber den 3. august 2011 til Esbjerg. Her skrev han under på en 4-årig kontrakt.
Den 27. juni 2014 fik Agger ophævet sin kontrakt med Esbjerg. Cheftræner Niels Frederiksen sagde følgende mht. ophævningen af kontrakten: "Udsigten til spilletid fremover er også begrænset her i EfB, så vi blev enige om, at det var bedst for begge parter, at vores veje nu skilles. En ung og talentfuld spiller som Mikkel Agger skal have mere spilletid, end vi kan tilbyde. Vi er dog rigtig glade for Mikkel Aggers tid i EfB, hvor han har haft en professionel tilgang til tingene, også selvom han altid ikke var den første spiller på holdkortet, så havde han den helt rigtige indstilling."

### Vendsyssel FF
Den 13. august 2012 bekræftede Vendsyssel på klubbens hjemmeside, at de have lejet Mikkel Agger i resten af efterårssæsonen. Han spillede i alt 7 ligakampe for klubben, og scorede 3 mål.

### AC Horsens
Efter Agger ikke fik sit ventede gennembrud i Esbjerg fB, lejede Horsens Agger den 2. september 2013 indtil sommeren 2014.
Han spillede i alt 19 kampe for klubben og scorede to mål, inden han i sommerpausen vendte tilbage til Esbjerg fB.

### Thisted FC
Eftersom Agger stod uden kontrakt, hentede hans tidligere arbejdsgivere, Thisted FC, Agger tilbage. Dette skete den 25. juli 2014.

### Sarpsborg 08 FF
I vinteren 2018 blev det offentliggjort, at Agger var blevet solgt til Sarpsborg 08 FF i Norge efter han havde været med til at få Thisted FC til tops i 1. Division i efteråret forinden.